# Dolac (Travnik)
Pour les articles homonymes, voir Dolac.
Dolac (en cyrillique : Долац) est un village de Bosnie-Herzégovine. Il est situé dans la municipalité de Travnik, dans le canton de Bosnie centrale et dans la fédération de Bosnie-et-Herzégovine. Selon les premiers résultats du recensement bosnien de 2013, il compte 533 habitants.

## Géographie
Le village est situé dans les faubourgs sud de Travnik.

## Histoire
Dans le village, le turbe d'Ibrahim l'Ancien, qui remonte à la période ottomane, et l'église catholique de l'Assomption sont inscrits sur la liste provisoire des monuments nationaux de Bosnie-Herzégovine.

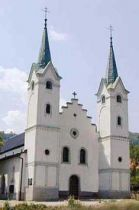
L'église catholique de l'Assomption

## Démographie

### Évolution historique de la population dans la localité
| 1948 | 1953 | 1961 | 1971 | 1981 | 1991 | 2013 |
| ---- | ---- | ---- | ---- | ---- | ---- | ---- |
| -    | -    | 402  | 485  | 542  | 700  | 533  |

|  |